# Vial de Jove
El Vial de Jove fue un proyecto de carretera para el oeste de la ciudad de Gijón, Asturias (España). Estuvo planteado para mejorar las comunicaciones al puerto de El Musel y tras fracasar su tramitación nunca se construyó.

## Descripción
En la propuesta de 2024 el Ministerio de Transportes presentó una carretera bidireccional con dos calzadas separadas de dos carriles cada una, sin poder considerarse una autovía a efectos técnicos. Discurrirá en superficie desde el enlace de Lloreda (GJ-10) hasta la rotonda de El Arbeyal, teniendo una longitud aproximada de 2,5 kilómetros. Bordeará el límite occidental del casco urbano de la ciudad, separando al barrio de La Calzada de Jove. 
El proyecto descartado en 2024 contemplaba un vial de dos carriles construido a modo de túnel, mitigando su impacto en superficie. Salió a licitación por 285,6 millones de euros y se suspendió por errores técnicos.
De manera paralela el proyecto se complementará con una reforma del vial GJ-10, que podrá constituirse como una nueva autovía: la GJ-20.
El convenio de 2005 preveía un bulevar en superficie, recogido en el PGO de 2011 (con una intensa edificación) y en el de 2019.

## Historia

### Antecedentes (1986-2005)
El Vial de Jove surge ante la necesidad de crear un acceso alternativo que finalice en el puerto de El Musel desde la A-8, Tremañes y otras zonas industriales del oeste de Gijón como la ZALIA. Previamente, el recorrido debía realizarse por la avenida del Príncipe de Asturias o N-641, que presentaba niveles de tráfico y de contaminación muy altos, degradando en consideración los barrios de La Calzada y El Natahoyo.
Un trazado alternativo, una autovía en superficie por Jove, apareció por primera vez en el PGO de 1986 (Plan Rañada). No obstante, no sería hasta febrero de 1996 cuando el Ministerio de Obras Públicas aprobó la construcción de esta autovía, conocida como "ronda oeste" (en referencia a la "ronda sur", actual A-8). La infraestructura causó un fuerte rechazo vecinal por su gran impacto ambiental. La Unión Europea la valoró negativamente y se suspendió el proyecto, habiéndose realizado las expropiaciones pertinentes.

### Convenio de 2005 y desarrollo inicial (2005-2023)
El 19 de diciembre de 2005 se retomó el proyecto mediante un convenio entre la Autoridad Portuaria de Gijón, el Ministerio de Fomento, el Gobierno de Asturias y el Ayuntamiento de Gijón, en el contexto de puesta en marcha de la gran ampliación del puerto de El Musel. Se abandonó la idea de una autovía, optando por una carretera convencional soterrada. En 2007 se encargó a APIA XXI el diseño del Vial de Jove, el cual entregó en junio de 2011. En diciembre de 2017 se adjudicó una revisión y actualización del proyecto.
En julio de 2021 la dirección general de Carreteras aprobó el proyecto constructivo del Vial de Jove, aunque no se licitaría hasta 2023.
El 9 de mayo de 2023, en la precampaña electoral de las elecciones autonómicas y municipales de 2023, el Consejo de Ministros del Segundo Gobierno Sánchez aprobó sacar a licitación la construcción del Vial de Jove. La licitación la tuvo que aprobar el Consejo de Ministros debido a la gran cuantía económica que suponía: 285,6 millones de euros. Se trataba de la licitación en infraestructuras de carreteras más grande desde 2008, y la segunda más cara por detrás del Puente de la Bahía de Cádiz.

### Descarte del proyecto (2024)

#### Primer descarte
La adjudicación del vial sufrió un retraso a comienzos de 2024. A la hora de dar explicaciones el Ministerio de Transportes comunicó en marzo de 2024 que había decidido suspender la licitación. Aludía a problemas de índole técnica, puesto que el túnel previsto afectaría estructuralmente a los edificios de viviendas de El Lauredal.
Como sustitución al túnel, el Ministerio propuso un vial con el mismo trazado pero en superficie y con cuatro carriles en vez de los dos del anterior proyecto. Era un proyecto similar al aprobado en 1996 y reducía significativamente el coste de la actuación. El movimiento vecinal se opuso radicalmente al vial en superficie, recibiendo apoyo del Ayuntamiento de Gijón y de la Junta General. 

#### Descarte definitivo y abandono del proyecto
En octubre de 2024, con un anteproyecto ya definido de vial en superficie, el Ministerio de Transportes entendió que no existía consenso para construir la estructura, ni subterránea ni en superficie, y suspendió el proyecto. La sustitución consistió en construir un vial por otro valle: Aboño.

## Tramos
| Denominación | Tramo                                                 | Estado (2025)                                                     | Longitud (km) |
| ------------ | ----------------------------------------------------- | ----------------------------------------------------------------- | ------------- |
|              | GJ-10 Lloreda - Glorieta Avenida Príncipe de Asturias | Obras licitadas suspendidas (pendiente licitación nuevo proyecto) | 2,5           |